# MaiThink X – Die Show/Episodenliste
Folgende Episoden des Wissenschaftsmagazins MaiThink X – Die Show wurden bereits ausgestrahlt:

## Übersicht
Unter den Gästen werden Mitglieder des regulären Ensembles und der Redaktion der Serie wie Max Bierhals, Katjana Gerz, Thora Schubert, Jens Foell oder Hannah Pfeiffer nicht aufgeführt.
| Staffel | Erstausstrahlung         |
| ------- | ------------------------ |
| 1       | 24. Okt. – 28. Nov. 2021 |
| 2       | 6. März – 10. Apr. 2022  |
| 3       | 18. Sep. – 30. Okt. 2022 |
| 4       | 26. Feb. – 2. Apr. 2023  |
| 5       | 17. Sep. – 22. Okt. 2023 |
| 6       | 18. Feb. – 24. März 2024 |
| 7       | 15. Sep. – 20. Okt. 2024 |
| 8       | 2. März – 13. Apr. 2025  |

## Staffel 1
| Nr. (ges.) | Nr. (St.) | Titel                       | Gäste | Premiere D    |
| --- | --------- | --------------------------- | --- | ------------- |
| 1 | 1         | Meinungsfreiheit            | Einspieler mit Ranga Yogeshwar, Lutz van der Horst, Fabian Köster.                                                                        | 24. Okt. 2021 |
| Mai Thi erklärt, weshalb Wissenschaft keine Demokratie ist und warum Provokation das beste Mittel für Aufmerksamkeit ist.                                                     |           |                             | |               |
| 2 | 2         | Zeitumstellung              | Kurzer Gastauftritt von Karl Lauterbach. Einspieler mit Luisa Neubauer und Lucy Diakovska.                                                | 31. Okt. 2021 |
| Mai Thi befasst sich mit der Zeitumstellung und den zugehörigen Folgen. |           |                             | |               |
| 3 | 3         | Schwangerschaftsabbruch     | Einspieler mit Salwa Houmsi | 7. Nov. 2021  |
| Mai Thi beschäftigt sich mit dem Thema Schwangerschaftsabbrüche. Wie gesund ist unser Umgang damit und lässt sich die Debatte darum wissenschaftlich lösen?                   |           |                             | |               |
| 4 | 4         | Künstliche Intelligenz (KI) | Einspieler mit Gina Lückenkemper | 14. Nov. 2021 |
| Mai Thi präsentiert das Thema künstliche Intelligenz. Sie beschreibt, was natürliche und künstliche Intelligenz ist und die daraus folgenden Konsequenzen für die Menschheit. |           |                             | |               |
| 5 | 5         | „Besseres“ Bio              | Einspieler mit Harald Lesch, Gundula Gause.                                                                                               | 21. Nov. 2021 |
| Mai Thi kritisiert Biologisch-dynamische Landwirtschaft und stellt die zweifelhafte HARKing-Methode vor.                                                                      |           |                             | |               |
| 6 | 6         | Übergewicht                 | u. a. Jasmin Wagner, Bürger Lars Dietrich und Lucy Diakovska in einer Musical-Einlage. Einspieler mit Thomas Anders und Lothar H. Wieler. | 28. Nov. 2021 |
| Mai Thi nimmt sich des Themas Übergewicht und Adipositas an und hinterfragt das Bodyshaming.                                                                                  |           |                             | |               |

## Staffel 2
| Nr. (ges.) | Nr. (St.) | Titel                                             | Gäste | Premiere D    |
| --- | --------- | ------------------------------------------------- | --- | ------------- |
| 7 | 1         | Im SUV zur Lösung der Klimakrise                  | u. a. Matthias Maurer; Einspieler mit Felix Lobrecht | 6. März 2022  |
| Mai erklärt, warum es in Ordnung ist, grün zu wählen und dann trotzdem ohne schlechtes Gewissen in den Urlaub zu fliegen. |           |                                                   | |               |
| 8 | 2         | Gefährliche Gentests?                             | Einspieler mit Jeannine Michaelsen | 13. März 2022 |
| Mai spricht über Genotypisierung und Unternehmen, die damit (sehr) reich werden. |           |                                                   | |               |
| 9 | 3         | Die geheime Macht der Quotenbox                   | Gast: Michael Kessler, Einspieler: Matthias Maurer, Maja Göpel, Sandra Ciesek, Marylyn Addo, Maria Vehreschild | 20. März 2022 |
| Erhebung von Einschaltquoten mittels Quotenboxen, Fehlerquellen und Auswirkungen auf die Programmgestaltung. |           |                                                   | |               |
| 10 | 4         | Grüne Gentechnik                                  | Carolin Kebekus | 27. März 2022 |
| Geschichte der Pflanzenzüchtung von der Kreuzung bis zur Grünen Gentechnik, Gesetzeslage von Grüner Gentechnik und dessen Vorurteile und Chancen.                                                                                               |           |                                                   | |               |
| 11 | 5         | Die Verstopfung der Wissenschaft – Wer ist Hanna? | Einspieler mit Jasna Fritzi Bauer | 3. Apr. 2022  |
| Mai Thi berichtet über die Vor- und Nachteile des universitären Berufslebens von Wissenschaftlern, das entgegen vielen Darstellungen kein geruhsames Leben ist; u. a. über begrenzte Zeitverträge, hohes Arbeitspensum und schlechte Bezahlung. |           |                                                   | |               |
| 12 | 6         | Die Psychologie der Täuschung                     | Einspieler mit den Sportreportern Béla Réthy und Claudia Neumann, Auftritt von Mentalist Timon Krause (auch in Ask Mai Anything), deutschsprachiger Coversong des Liedes We Didn’t Start the Fire mit Cassandra Steen, Nelson Müller und Henning Krautmacher (Höhner). | 10. Apr. 2022 |
| Wie Horoskope und Wahrsager den Barnum-Effekt ausnutzen, um ihre haltlosen Vorhersagen zu validieren. |           |                                                   | |               |

## Staffel 3
| Nr. (ges.) | Nr. (St.) | Titel                                           | Gäste                                           | Premiere D    |
| --- | --------- | ----------------------------------------------- | ----------------------------------------------- | ------------- |
| 13 | 1         | Homöopathie wirkt doch                          |                                                 | 18. Sep. 2022 |
| Mai stellt die Frage, was passiert, wenn man Homöopathie ernst nimmt.                                               |           |                                                 |                                                 |               |
| 14 | 2         | Atomkraft ohne Plan                             | Einspieler mit Insa Thiele-Eich                 | 25. Sep. 2022 |
| Mai Thi klärt die Frage, ob Kernenergie bei der Lösung der Energiekrise oder bei der Energiewende helfen kann.      |           |                                                 |                                                 |               |
| 15 | 3         | Die Tricks der Kosmetikindustrie                | Einspieler mit Maren Kroymann                   | 9. Okt. 2022  |
| Mai beleuchtet die fragwürdigen Werbemaschen der Kosmetikindustrie.                                                 |           |                                                 |                                                 |               |
| 16 | 4         | Kryptowährung Bitcoin – jetzt erst recht?       | Einspieler mit Heide Rezepa-Zabel               | 16. Okt. 2022 |
| Mai erklärt die Grundlagen von Kryptowährungen, und ob sie die Probleme der herkömmlichen Geldsysteme lösen können. |           |                                                 |                                                 |               |
| 17 | 5         | Tierversuche: Welches Leben retten wir?         | Einspieler mit Maximilian Mundt                 | 23. Okt. 2022 |
| Wissenschaftlicher Nutzen von und ethische Überlegungen zu Tierversuchen                                            |           |                                                 |                                                 |               |
| 18 | 6         | Kopfball – Hirnschäden durch (Kinder-) Fußball! | Gemeinsamer Gesangsauftritt mit Carolin Kebekus | 30. Okt. 2022 |
| Langzeitfolgen von Kopfbällen                                                                                       |           |                                                 |                                                 |               |

## Staffel 4
| Nr. (ges.) | Nr. (St.) | Titel                                             | Gäste                            | Premiere D    |
| --- | --------- | ------------------------------------------------- | -------------------------------- | ------------- |
| 19 | 1         | Deutschlands dumme Drogenpolitik                  |                                  | 26. Feb. 2023 |
| Mai erläutert die Wirkungsweise von Drogen und die Folgen von deren Konsum, nicht nur für den Einzelnen, sondern auch für die Volkswirtschaft. Sie zeigt auf, dass die Frage nach einer Legalisierung nicht mit ja oder nein beantwortet werden kann, sondern dass es auf das wie ankommt. |           |                                                   |                                  |               |
| 20 | 2         | Millionen mit Endometriose – gefährliche Ignoranz | Einspieler mit Katrin Bauerfeind | 5. März 2023  |
| Endometriose ist eine häufige, ernste und überraschend unbekannte gynäkologische Erkrankung. |           |                                                   |                                  |               |
| 21 | 3         | Nahrungsergänzungsmittel – sinnlos bis gefährlich | Einspieler mit Ariana Baborie    | 12. März 2023 |
| Es wird erklärt, in welchen Fällen Nahrungsergänzungsmittel sinnvoll sind und wann diese schädlich sein können. |           |                                                   |                                  |               |
| 22 | 4         | Deine Rente ist nicht sicher                      | Interview mit Hubertus Heil      | 19. März 2023 |
| Das Finanzierungsproblem der Rente aufgrund der immer älter werdenden Bevölkerung und der geringeren Geburtenrate wird erklärt. |           |                                                   |                                  |               |
| 23 | 5         | Psychische Gesundheit und Social Media            | Einspieler mit Tarkan Bagci      | 26. März 2023 |
| Es werden sowohl Vorteile als auch Nachteile der sozialen Medien in Hinblick auf den Austausch über psychische Erkrankungen besprochen. |           |                                                   |                                  |               |
| 24 | 6         | Der gefährliche Naturtrend                        |                                  | 2. Apr. 2023  |
| Es wird darauf hingewiesen, dass auch Naturprodukte Gefahren bergen und dass diese nicht grundsätzlich eine bessere Wahl als chemische Produkte sind. |           |                                                   |                                  |               |

## Staffel 5: Elternzeitvertretung
| Nr. (ges.)                                                                              | Nr. (St.) | Titel                                                       | Gäste | Premiere D    | Moderation *    |
| --------------------------------------------------------------------------------------- | --------- | ----------------------------------------------------------- | --- | ------------- | --------------- |
| 25                                                                                      | 1         | Strafe muss sein, oder?                                     | Einspieler mit Susanne Daubner, Liam Carpenter, Thomas Galli, Nicole Bögelein, Maximilian Pollux und Tobias Singelnstein | 17. Sep. 2023 | Hazel Brugger   |
| Strafzwecktheorie, Sinnhaftigkeit von Freiheitsstrafen                                  |           |                                                             | |               |                 |
| 26                                                                                      | 2         | Wir sind alle Verschwörungstheoretiker                      | Einspieler mit Susanne Daubner                                                                                           | 24. Sep. 2023 | Salwa Houmsi    |
| Gefahr und Nutzen von Verschwörungstheorien                                             |           |                                                             | |               |                 |
| 27                                                                                      | 3         | Arm und diskriminiert – wie soziale Herkunft alles bestimmt | Einspieler mit Wilson Gonzalez Ochsenknecht und Francis Seeck                                                            | 1. Okt. 2023  | Aminata Belli   |
| Strukturelle Diskriminierung aufgrund sozialer Herkunft                                 |           |                                                             | |               |                 |
| 28                                                                                      | 4         | Achtung, Greenwashing!                                      | | 8. Okt. 2023  | Oliver Welke    |
| Gefahren des Greenwashing                                                               |           |                                                             | |               |                 |
| 29                                                                                      | 5         | Tödliche Männlichkeit                                       | Einspieler mit Susanne Daubner und Jürgen Martschukat                                                                    | 15. Okt. 2023 | Leon Windscheid |
| Einfluss von männlichen Rollenbildern auf die Lebenserwartung und andere Lebensbereiche |           |                                                             | |               |                 |
| 30                                                                                      | 6         | Freie Fahrt für wen?                                        | Einspieler mit Steffen de Rudder, Andreas Knie und Susanne Daubner                                                       | 22. Okt. 2023 | Eva Schulz      |
| Innerstädtische Verkehrskonzepte                                                        |           |                                                             | |               |                 |

## Staffel 6
| Nr. (ges.) | Nr. (St.) | Titel                                         | Gäste                                           | Premiere D    |
| --- | --------- | --------------------------------------------- | ----------------------------------------------- | ------------- |
| 31 | 1         | „Wie populistische Politiker uns verarschen“  |                                                 | 18. Feb. 2024 |
| Mai erklärt den Begriff Populismus und erläutert verschiedene rhetorische Tricks der Populisten, wie beispielsweise „Das falsche Dilemma“, „Ad hominem“ oder „Motte & Bailey“ |           |                                               |                                                 |               |
| 32 | 2         | Die Impflüge (enthüllt)                       | Simon Gosejohann                                | 25. Feb. 2024 |
| COVID-19-Impfung in Deutschland |           |                                               |                                                 |               |
| 33 | 3         | Kipppunkte: Die Wahrheit hinter den Modellen  | Einspieler mit Stefan Rahmstorf und Özden Terli | 3. März 2024  |
| Klima-Kipppunkte |           |                                               |                                                 |               |
| 34 | 4         | Fasten wissenschaftlich geprüft               | Ralph Caspers                                   | 10. März 2024 |
| Mai beleuchtet verschiedene Diäten und den Sinn und Nutzen von Diäten generell                                                                                                |           |                                               |                                                 |               |
| 35 | 5         | E-Fuel vs E-Auto: Mythos Technologieoffenheit | Kai Ebel, Tahsim Durgun                         | 17. März 2024 |
| Technologieoffenheit gegenüber E-Fuels und Elektroautos |           |                                               |                                                 |               |
| 36 | 6         | Mein Fehler                                   |                                                 | 24. März 2024 |
| Fehler |           |                                               |                                                 |               |

## Staffel 7
| Nr. (ges.)                                                                                              | Nr. (St.) | Titel                                                   | Gäste | Premiere D    |
| --- | --------- | ------------------------------------------------------- | --- | ------------- |
| 37 | 1         | Rassismus wissenschaftlich geprüft                      | Natasha A. Kelly, Peter Lohmeyer                                                                                         | 15. Sep. 2024 |
| Genetik und Rassentheorie, Kriminalstatistik, Institutioneller Rassismus                                |           |                                                         | |               |
| 38 | 2         | Alternativmedizin – Mehr als der Placeboeffekt          | Kelvin Kilonzo | 22. Sep. 2024 |
| Wirkung, Möglichkeiten und Grenzen von Placebos                                                         |           |                                                         | |               |
| 39 | 3         | Landwirtschaft: Wie unsere Ernährung die Natur zerstört | Florentin Will | 29. Sep. 2024 |
| Möglichkeiten, Landwirtschaft sowie Naturschutz und Biodiversität zusammen zu bringen                   |           |                                                         | |               |
| 40 | 4         | Die größten Mythen der Energiewende                     | Negah Amiri, Eckart von Hirschhausen, Mareile Höppner, Lutz van der Horst, Nina Moghaddam, Martin Rütter und Marek Miara | 6. Okt. 2024  |
| Chancen und Probleme der Energiewende                                                                   |           |                                                         | |               |
| 41 | 5         | US-Wahl: Wie eine Demokratie kippen kann                | Christian Lammert, Florian Kriener                                                                                       | 13. Okt. 2024 |
| Erklärung des politischen Systems der USA und wie es im Rahmen demokratischer Prozesse unterhöhlt wurde |           |                                                         | |               |
| 42 | 6         | 4-Tage-Woche: Wunsch oder Wirklichkeit?                 | Julia Backmann, Jeanette Biedermann, Alexander Klaws                                                                     | 20. Okt. 2024 |
| Prüfung der bislang bekannten Fakten zu Möglichkeiten einer 4-Tage-Woche                                |           |                                                         | |               |

## Staffel 8
| Nr. (ges.) | Nr. (St.) | Titel                                           | Gäste                   | Premiere D    |
| --- | --------- | ----------------------------------------------- | ----------------------- | ------------- |
| 43 | 1         | Big Pharma - Das Milliardengeschäft             | Martin Schneider, Loona | 2. März 2025  |
| Aufsehenerregende Ereignisse, Gewinnorientierung bei Arzneimittelproduzenten, im Kontrast dazu Alternativmedizin |           |                                                 |                         |               |
| 44 | 2         | Ungerechte Klimapolitik: Wer zahlt den Preis?   |                         | 9. März 2025  |
| Klimapolitik insbesondere Klimageld |           |                                                 |                         |               |
| 45 | 3         | Schmerzfalle Gesundheitssystem: Gefahr für alle | Gernot Hassknecht       | 16. März 2025 |
| Objektive und subjektive Schmerzen; Gefahren unsachgemäßer oder ausbleibender Behandlung |           |                                                 |                         |               |
| 46 | 4         | Steuerskandal: Wissenschaft hinter Paywalls     | Michael Kessler         | 23. März 2025 |
| Studien, die nur nach Bezahlung vollständig zu lesen sind; Wissenschaftsverlage als Monopolisten; Auswahlverfahren der Verlage; Open Access und Probleme dessen; Predatory Publishing; Ursache dessen im wissenschaftlichen Veröffentlichungssystem |           |                                                 |                         |               |
| 47 | 5         | Zucker – lebensnotwendig oder süßes Gift?       |                         | 30. März 2025 |
| |           |                                                 |                         |               |
| 48 | 6         | Wann kommt die nächste Pandemie?                |                         | 6. Apr. 2025  |
| Faktoren, die zur Entstehung von Pandemien führen; Einfluss des Menschen auf die Entstehung von Pandemien |           |                                                 |                         |               |
| 49 | 7         | Der Matilda-Effekt – Geklaute Entdeckungen      |                         | 13. Apr. 2025 |
| Benachteiligung von Frauen in der Wissenschaft |           |                                                 |                         |               |